# Wanwangou
Wanwangou (kinesiska: 湾湾沟乡, 湾湾沟) är en socken i Kina. Den ligger i provinsen Shandong, i den östra delen av landet, omkring 200 kilometer nordost om provinshuvudstaden Jinan.
Genomsnittlig årsnederbörd är 656 millimeter. Den regnigaste månaden är juli, med i genomsnitt 268 mm nederbörd, och den torraste är mars, med 5 mm nederbörd.